# Rivolta di Boston del 1689
La rivolta di Boston del 1689 fu una sollevazione popolare del 18 aprile 1689 contro il governo di Sir Edmund Andros, il governatore del dominion del New England, Stati Uniti. Una coalizione ben organizzata di milizia provinciale e cittadini si formò rapidamente in città ed arrestò diversi funzionari del dominion. I membri della Chiesa d'Inghilterra, che secondo i Puritani simpatizzavano per gli amministratori del dominion, furono presi in "custodia" dai ribelli. Nessuna delle due fazioni subì delle perdite.
Andros, governatore incaricato del New England nel 1686, si era guadagnato l'inimicizia della popolazione locale, facendo rispettare le restrittive leggi sulla navigazione, negando la validità dei titoli fondiari esistenti, limitando le riunioni cittadine e nominando impopolari ufficiali regolari per portare milizia coloniale. Inoltre, aveva fatto infuriare i Puritani a Boston, promuovendo la Chiesa d'Inghilterra, malvista da molti coloni anticonformisti del New England.

## Antefatto
Nei primi anni 1680, il re Carlo II d'Inghilterra aveva cominciato a prendere dei provvedimenti al fine di riorganizzare le colonie della Nuova Inghilterra (New England). L'atto costitutivo (charter) della Colonia di Massachusetts Bay venne revocato nel 1684 dopo che i suoi governanti puritani avevano rifiutato di assecondare le riforme reclamate dalla popolazione coloniale; Carlo II tentò di semplificare l'amministrazione delle piccole colonie e portarle strettamente sotto il controllo della sua corona. Ad ogni modo, il sovrano morì nel 1685 ed il suo successore, il cattolico Giacomo II, proseguì il cammino intrapreso da Carlo, arrivando al culmine con la creazione del Dominion del New England.
Nel 1686, l'ex governatore di New York, Sir Edmund Andros, fu nominato governatore di tale dominion. Il dominio era composto dai territori della Baia di Massachusetts, Plymouth, Connecticut, New Hampshire, Rhode Island e le varie colonie restanti lungo la costa orientale. Nel 1688, la sua competenza fu ampliata per poter includere New York e le colonie di East Jersey e West Jersey.
Il governo di Andros era estremamente impopolare nel New England. Egli ignorava le rappresentanze locali, negava la validità dei titoli fondiari esistenti nel Massachusetts (indipendente dal vecchio atto costitutivo), aveva ristretto le assemblee cittadine nonché promosso attivamente la Chiesa d'Inghilterra nelle regioni a prevalenza puritana. Inoltre, applicava atti di navigazione, sconsigliate leggi che minacciavano l'esistenza di talune pratiche commerciali del New England. Le truppe regie di stanza a Boston erano spesso maltrattate dai loro ufficiali superiori, i quali erano sostenitori del governatore Andros e spesso anglicani o cattolici, dunque in conflitto coi puritani.
Anche in Inghilterra la popolarità di Giacomo II era calata a picco. Il re alienò diversi esponenti parlamentari Tories non di supporto al suo progetto di ammorbidimento delle leggi penali e nel 1687 emise la Dichiarazione di Indulgenza, stabilendo una certa libertà di religione. Si trattò di una mossa che fece montare su tutte le furie la gerarchia ecclesiastica anglicana. Giacomo aumentò il potere dell'esercito regolare — un'azione considerata da molti parlamentari come una minaccia all'autorità del Parlamento stesso — e inserì diversi cattolici tra le file dei soldati. Giacomo tentò anche di inserire in Parlamento alcuni simpatizzanti verso il suo regime, con la speranza che avrebbero abrogato il Test Act, il quale richiedeva un rigido test della religione anglicana per molti uffici civili. Con la nascita di suo figlio e potenziale successore nel giugno 1688, alcuni Whigs e Tories accantonarono le loro differenze politiche e cospirarono per sostituire il re con il suo genero protestante: Guglielmo d'Orange. Il principe olandese, che aveva tentato inutilmente di far sì che James rivedesse la sua politica, accettò di invadere l'Inghilterra e la rivoluzione fu così incruenta che in breve e senza spargimento di sangue alla fine del 1688 Guglielmo e sua moglie Maria divennero governanti del Paese, secondo quella che è chiamata dagli storici Gloriosa rivoluzione.

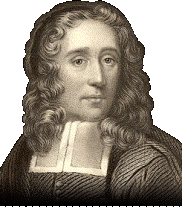
Increase Mather

I leader religiosi del Massachusetts, guidati da Cotton e Increase Mather, si opposero al regime di Andros e organizzarono il dissenso proponendo di influenzare la corte di Londra. A seguito della pubblicazione della Dichiarazione di Indulgenza, Increase Mather inviò una lettera di apprezzamento al re per quanto riguardava tale dichiarazione e suggerì ad altri pastori del Massachusetts di esprimere anche loro gratitudine al re, al fine di guadagnare il favore di Londra. Dieci pastori decisero di farlo e si consultarono per poi inviare Increase Mather in Inghilterra per esporre il loro malcontento sotto il governo di Andros. Nonostante i ripetuti tentativi del segretario del dominion Edward Randolph di fermarlo (compresa una denuncia penale), Mather fu clandestinamente nascosto a bordo di una nave diretta in Inghilterra nel mese di aprile del 1688. Lui e altri agenti del Massachusetts furono ricevuti da re Giacomo II, il quale promise che entro l'ottobre di quell'anno le preoccupazioni dei coloni avrebbero avuto un riscontro da parte della corona inglese, che si impegnava ad agire in merito. Gli eventi dell'imminente rivoluzione, tuttavia, frenarono questo tentativo di ottenere un rimedio alla faccenda.
Gli agenti del Massachusetts, successivamente, redassero una petizione per i nuovi monarchi e i Lords of Trade (predecessori del Board of Trade, che ha curato gli affari coloniali) per il restauro dell'atto costitutivo del Massachusetts (Massachusetts Charter). Mather, inoltre, convinse i Signori di Commercio a ritardare la notifica ad Andros della rivoluzione. Egli aveva già inviato al precedente governatore coloniale Simon Bradstreet una lettera contenente la notizia di un rapporto (preparato prima della rivoluzione), per il quale l'annullamento della Massachusetts Charter era stato illegale e che i magistrati avevano il "compito di preparare le menti delle persone ad un cambiamento". Le voci della rivoluzione apparentemente raggiunsero alcuni individui a Boston prima che si spargesse la notizia ufficiale. John Nelson, un mercante di Boston che pare abbia giocato un ruolo di rilievo nella rivolta, descrisse degli eventi in una lettera datata fine marzo e la lettera richiese una riunione dei leader politici e religiosi anti-Andros in Massachusetts.

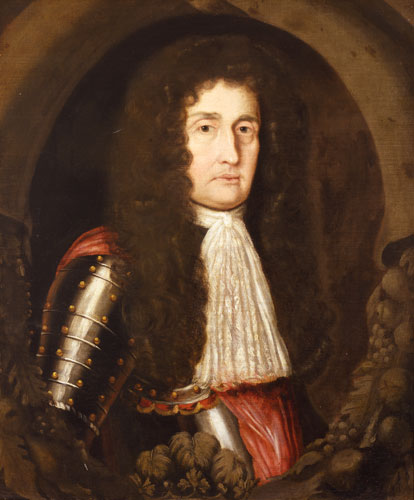
Governatore Andros ritratto da Mary Beale

Andros prima ricevette un avviso di imminente rivolta contro il suo controllo mentre conduceva una spedizione per fortificare Pemaquid (l'odierna Bristol, Maine), con l'intenzione di proteggere l'area dagli attacchi francesi e indiani. I primi di gennaio del 1688/9, ricevette una lettera da Giacomo II che descriveva il rafforzamento militare olandese. Il 10 gennaio emise un proclama in guardia contro l'agitazione protestante e vietava una rivolta contro il dominio. La forza militare che condusse nel Maine era composta di regolari inglesi e milizie del Massachusetts e del Maine. Le compagnie della milizia erano comandate da clienti abituali, che imposero una dura disciplina che alienò i miliziani dai loro ufficiali. Avvisato degli incontri a Boston e beneficiando delle notizie ufficiose della rivoluzione, Andros tornò lì dal Maine a metà marzo. In mezzo a voci secondo cui Andros li aveva portati nel Maine come parte di un cosiddetto "complotto papista", la milizia si ammutinò e quelli del Massachusetts cominciarono a poco a poco a tornare verso casa. Quando una copia di un proclama che annuncia la rivoluzione raggiunse Boston ai primi di aprile, il messaggero di Andros era stato arrestato, ma la notizia fu comunque diffusa, infondendo coraggio nel popolo pronto a ribellarsi. Andros scrisse al suo comandante a Pemaquid il 16 aprile dicendo "c'è un ronzio generale tra il popolo, con grande aspettativa della loro vecchia carta", anche mentre si preparava al ritorno dei soldati disertori da essere rispediti nel Maine. Andros minacciò i propri miliziani di arresto dopo che avevano disertato. Ciò fece sì che la tensione in città salisse alle stelle e diversi soldati si unirono alle proteste degli abitanti di Boston.

## Rivolta di Boston

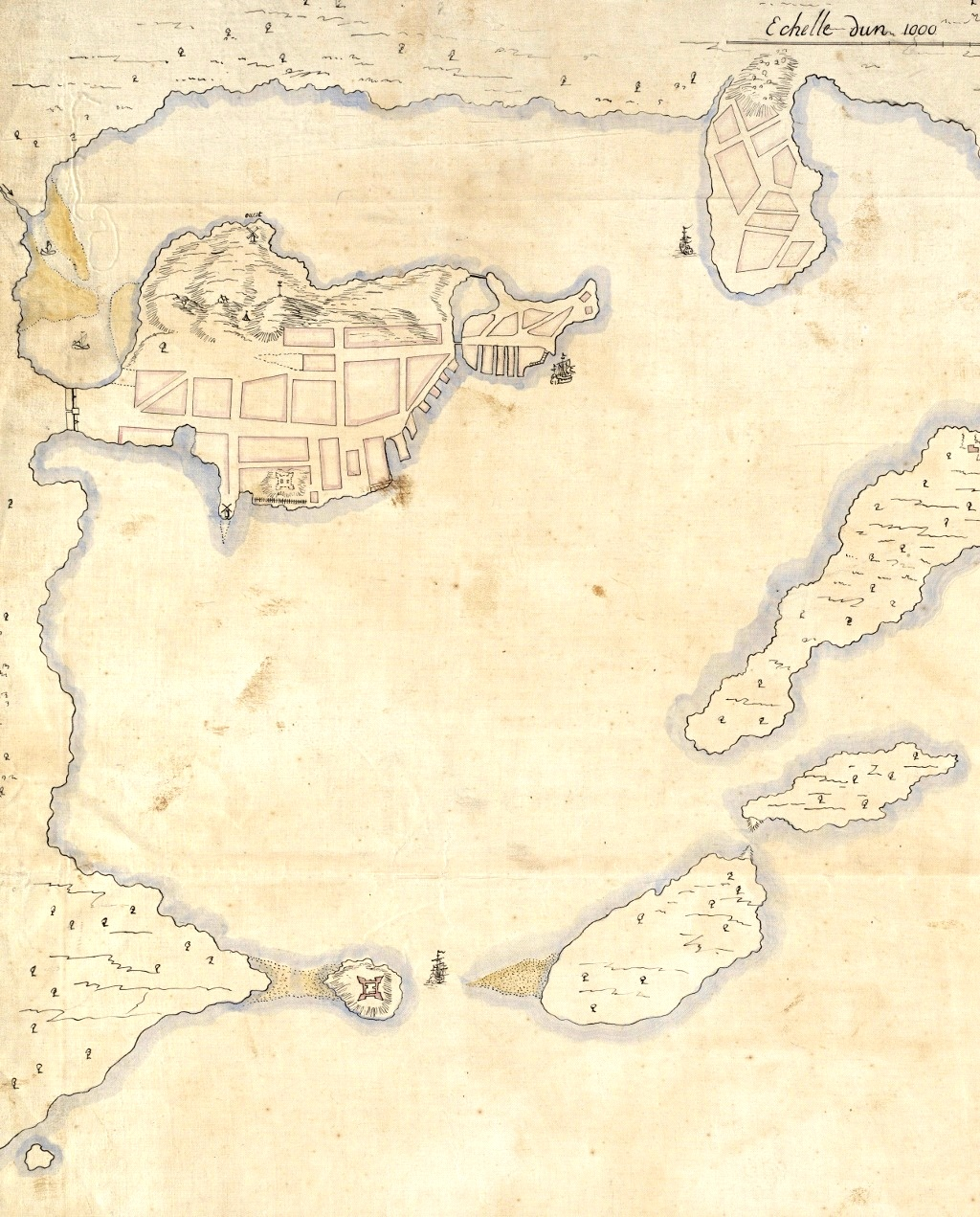
In questa mappa del 1692, la penisola di Boson è vicina all'angolo in alto a sinistra, quella di Charlestown è in alto e Castle Island è visibile in basso a sinistra. Fort Mary si trova al di sotto della penisola di Boston.

Verso le 05:00 del 18 aprile 1689 ebbe inizio la raccolta delle milizie fuori Boston a Charlestown, appena oltre il fiume Charles, e a Roxbury, situata all'estremità dell'istmo che collega Boston alla terraferma. Verso le 08:00 le società di Charlestown radunarono delle barche ed attraversarono il fiume, mentre le società di Roxbury marciarono lungo l'istmo e in città. Contemporaneamente, cospiratori della Ancient and Honorable Artillery Company entrarono nelle case dei batteristi della città, confiscando le loro attrezzature. Seguite da una folla crescente, le società miliziane si ricongiunsero alle 8:30 circa e iniziarono ad arrestare i capi di reggimento del dominion. Alla fine circondarono Fort Mary, dove Andros fu squartato.
Tra i primi ad essere arrestati figura il capitano John George della HMS Rose, giunto a riva tra le 9:00 e le 10:00, solo per essere accolto da un plotone di milizie e carpentieri della nave, appena unitisi ai ribelli. Quando George chiese di vedere un mandato d'arresto, i miliziani trassero le spade e lo presero in custodia. Dalle 10:00 circa, la maggior parte degli ufficiali del dominion e dei funzionari militari erano stati arrestati oppure erano fuggiti verso Castle Island o altri avamposti fortificati. Gli anglicani di Boston, tra cui un guardiano di chiesa e un farmacista, furono circondati dalla folla. Poco prima di mezzogiorno una bandiera arancione fu sollevata sulla Beacon Hill, segnalando l'ingresso in città di altri 1 500 miliziani. Queste truppe si riunirono nella piazza del mercato, dove fu letta una dichiarazione. In essa, i leader affermarono di sostenere "la nobile impresa del principe d'Orange" e di combattere contro un "complotto papista orribile" che era stato appena scoperto.
La vecchia dirigenza coloniale del Massachusetts, guidata dall'ex governatore Simon Bradstreet, esortò il governatore Andros a cedere per la propria sicurezza, citando la folla di cui ha affermato di essere "totalmente ignorante". Egli rifiutò e invece cercò di fuggire verso la HMS Rose. Una barca che venne a riva dalla Rose fu intercettata dalla milizia e Andros fu costretto a tornare a Fort Mary. I negoziati che ne seguirono e Andros hanno deciso di lasciare il forte di incontrare con il consiglio dei ribelli. Salvacondotto promesso, è stato sfilato sotto scorta alla residenza in cui il Consiglio si era riunito. Ci è stato detto (come un account anonimo di scambio descrisse) che "devono e avrebbero il governo nelle loro mani", e che era in arresto. Fu portato alla casa dell'ufficiale del dominion John Usher e tenuto sotto stretta sorveglianza.
La HMS Rose e Fort William su Castle Island rifiutarono di arrendersi immediatamente. Il 19 aprile, quando all'equipaggio della nave Rose era stato detto che il capitano aveva progettato di salpare con la nave per la Francia per unirsi al re Giacomo II in esilio, scoppiò una rissa ed i protestanti tra l'equipaggio buttarono giù l'armamento della nave. Dopo aver assistito a tanto, le truppe su Castle Island si arresero.

## Conseguenze

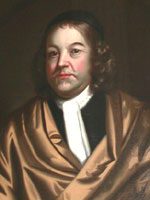
Simon Bradstreet

A seguito della caduta di Fort Mary il 19 aprile, Andros vi fu trasferito. Fu confinato con Joseph Dudley e altri funzionari del dominion fino al 7 giugno, quando venne trasferito a Castle Island. Circolavano voci che avesse tentato la fuga vestendo abiti femminili. Tale diceria è stata più volte contestata dal ministro anglicano di Boston, Robert Ratcliff, che sosteneva che la storia "non aveva un fondamento di verità" ed era una menzogna diffusa solo per rendere il governatore ancora più odioso agli occhi del suo popolo.
Andros riuscì a fuggire da Castle Island il 2 agosto, dopo che un suo servitore aveva corrotto le sentinelle con del liquore. Riuscì a fuggire a Rhode Island, ma fu ripreso poco dopo e mantenuto a vita in un confino solitario. Lui e gli altri arrestati rimasero incarcerati per dieci mesi prima di essere spediti in Inghilterra per il processo. Gli agenti del Massachusetts a Londra si rifiutarono di firmare i documenti che elencavano le accuse contro Andros, che quindi fu sommariamente assolto e rilasciato in tempi brevi. Tornato in America, divenne poi governatore della Virginia e del Maryland.

## Dissoluzione del Dominion
Quando le altre colonie della Nuova Inghilterra nel dominio furono informate del rovesciamento di Andros, le autorità coloniali pre-dominion si mossero per ripristinare i loro precedenti governatori. Rhode Island e Connecticut ripresero l'amministrazione sotto i loro precedenti statuti mentre il Massachusetts la riprese secondo il nuovo atto costitutivo lasciato libero dopo essere stato temporaneamente governato da un comitato composto da magistrati, funzionari di Massachusetts Bay e del consiglio di Andros. Il comitato è stato sciolto dopo che alcuni leader di Boston avevano riferito che i ribelli radicali esercitavano troppa influenza su di esso. Il New Hampshire fu temporaneamente lasciato senza governo formale e controllato dal Massachusetts e il suo governatore, Simon Bradstreet, sovrano de facto della colonia del nord. Anche Plymouth riprese la sua precedente forma di governo.
Durante la sua prigionia, Andros era stato in grado di inviare un messaggio a Francis Nicholson, suo luogotenente governatore di New York. Nicholson ricevette la richiesta di assistenza a metà maggio, ma la maggior parte delle sue truppe era stata inviata nel Maine, e con l'aumento delle tensioni a New York non era di certo in grado di intraprendere alcuna azione efficace per liberare Andros. Nicholson stesso fu rovesciato da una fazione guidata da Jacob Leisler e fuggì in Inghilterra. Leisler governò New York fino al 1691, quando un distaccamento di truppe arrivò, seguito da Henry Sloughter, governatore commissionato da Guglielmo d'Orange e la moglie Maria. Sloughter accusò Leisler di alto tradimento e l'uomo fu prima condannato e poi giustiziato.
Dopo la soppressione della ribellione di Leisler e il ripristino dei governi coloniali nel New England, nessun ulteriore sforzo fu fatto dai funzionari inglesi per ripristinare il dominion andato in frantumi. Una volta che la notizia dell'arresto Andros divenne nota ai più, la discussione a Londra volse a trattare con il Massachusetts e il suo statuto revocato. Al di fuori di queste discussioni è arrivata la formazione della Provincia di Massachusetts Bay nel 1691, la fusione con la Massachusetts Charterless Plymouth Colony e i territori precedentemente appartenenti a New York, tra cui Nantucket, Martha Vineyard, le Elisabeth Islands e parti del Maine. Increase Mather non ha avuto successo nei suoi tentativi di ripristinare la vecchia regola puritana: la nuova carta stabiliva la nomina del governatore e la tolleranza religiosa.